# 魏庙镇
魏庙镇，是中华人民共和国江苏省徐州市沛县下辖的一个乡镇级行政单位。

## 行政区划
魏庙镇下辖以下地区：
魏庙社区、张洼村、河涯村、蒋桥村、韩营村、冯集村、梅庄村、杨河村、房村、毛寨村、斗虎店村、胡堡村、小楼村、王庄村、双河村、佟场村和孙庄村。